# 파치고노사우루스
파치고노사우루스(학명:Pachygonosaurus robustus)는 어룡목에 메리아모사우루스과에 속하는 어룡이다. 지금은 멸종된 종으로서 전체적인 몸길이가 8~10m인 거대한 어룡에 속한다.

## 특징
파치고노사우루스(Wide angled [베르테브라에] 도마뱀이라는 뜻이다.)는 폴란드 어퍼 실레시아(당시 독일 제국의 일부) 출신의 어룡에 속하는 공룡의 속이다. 1916년에 프리드리히 폰 후엔에 의해 묘사되었으며 두 개의 척추중심점으로 구성된 홀형에만 근거한 하나의 종인 파치고노사우루스 로부스투스를 가지고 있다. 오늘날엔 파치고노사우루스는 명목상의 두비움으로 여겨진다. 수중의 생활에 유용하도록 길게 확장된 지느러미를 가지고 있으며 특히 가슴지느러미와 꼬리지느러미가 매우 크다. 두개골이 매우 크며 눈이 있던 뼈의 부분이 다른 어룡에 비해 커서 생존했던 시기에는 다른 어룡들에 비해 큰 눈을 가지고 있었던 종으로 추정된다. 양턱에는 총 15~20개의 크고 날카로운 삼각형의 톱니 모양을 가진 이빨을 가지고 있다. 먹이로는 당대에 서식했던 물고기, 갑각류, 두족류와 작은 크기를 가졌던 다른 어룡을 먹이로 삼았을 육식성의 포식자로 추정된다.

## 생존시기와 서식지와 화석의 발견
파치고노사우루스가 생존했던 시기는 중생대의 트라이아스기 후기로서 지금으로부터 2억년전~1억 8000만년전에 생존했던 종이다. 생존했던 시기에는 유럽을 중심으로 하는 대서양과 지중해에서 주로 서식했던 어룡이다. 화석의 발견은 1916년에 유럽의 트라이아스기에 형성된 지층에서 폴란드의 고생물학자인 프리드리히 폰 후엔에 의해 처음으로 발견되어 새롭게 명명된 종이다.

## 같이 보기
- 파충류
- 중생대
- 트라이아스기
- 어룡
- [[화석]